# Monstera epipremnoides
Monstera epipremnoides är en kallaväxtart som beskrevs av Adolf Engler. Monstera epipremnoides ingår i släktet Monstera och familjen kallaväxter. Inga underarter finns listade.

## Bilder

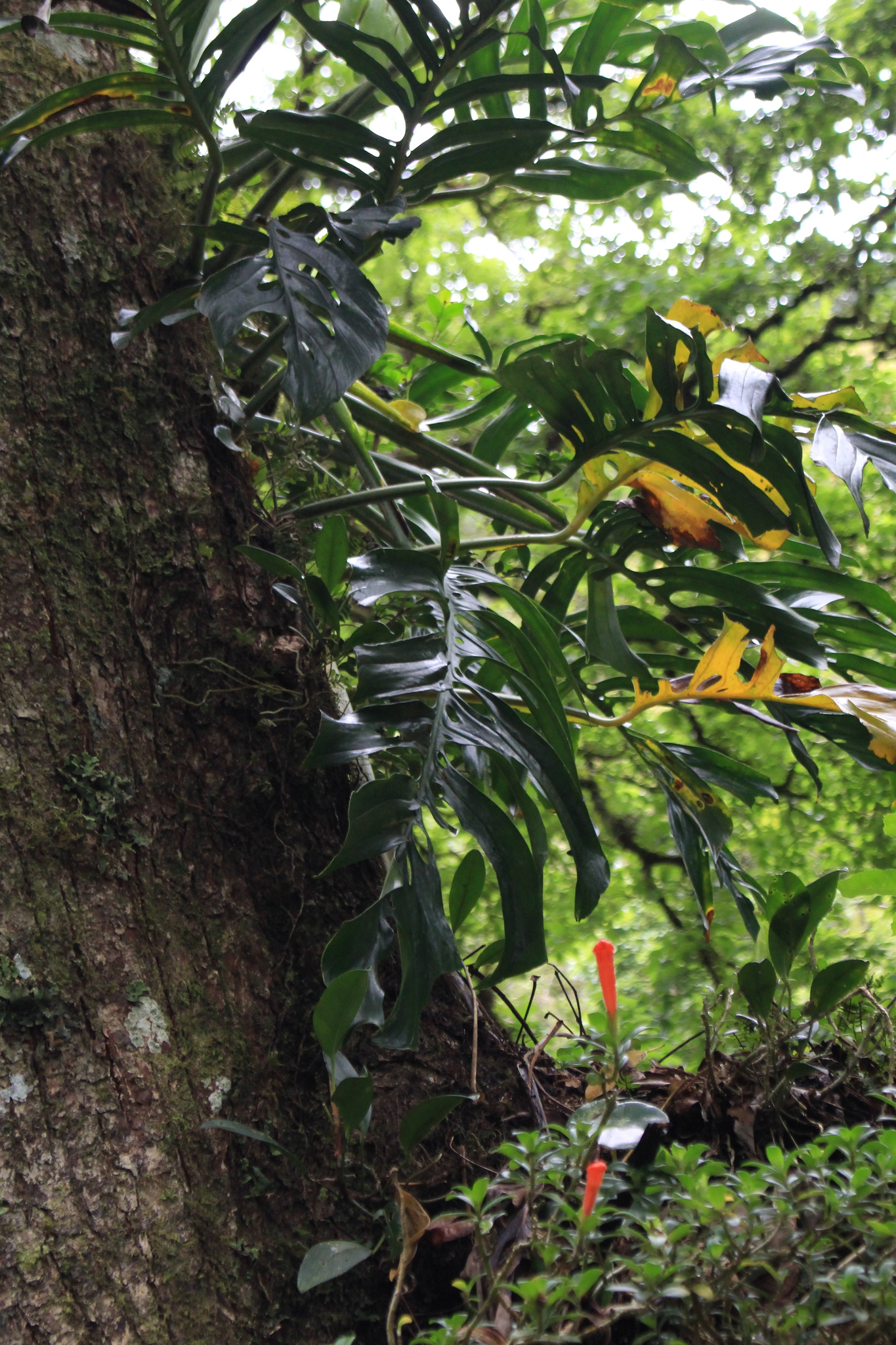
En äkta Monstera epipremnoides
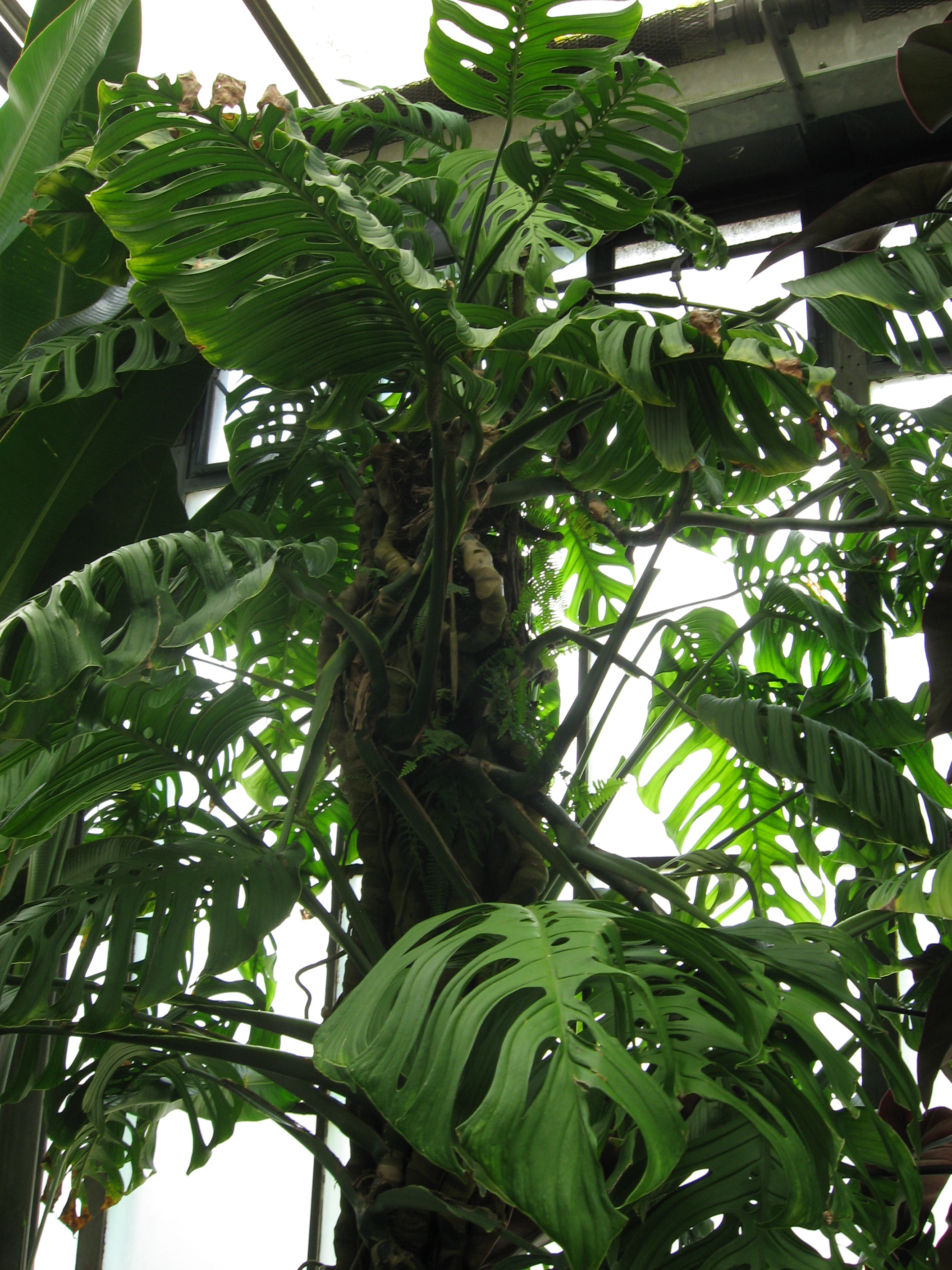
Monstera sp. aff. lechleriana 'Esqueleto' som tidigare felaktigt identifierades som Monstera epipremnoides
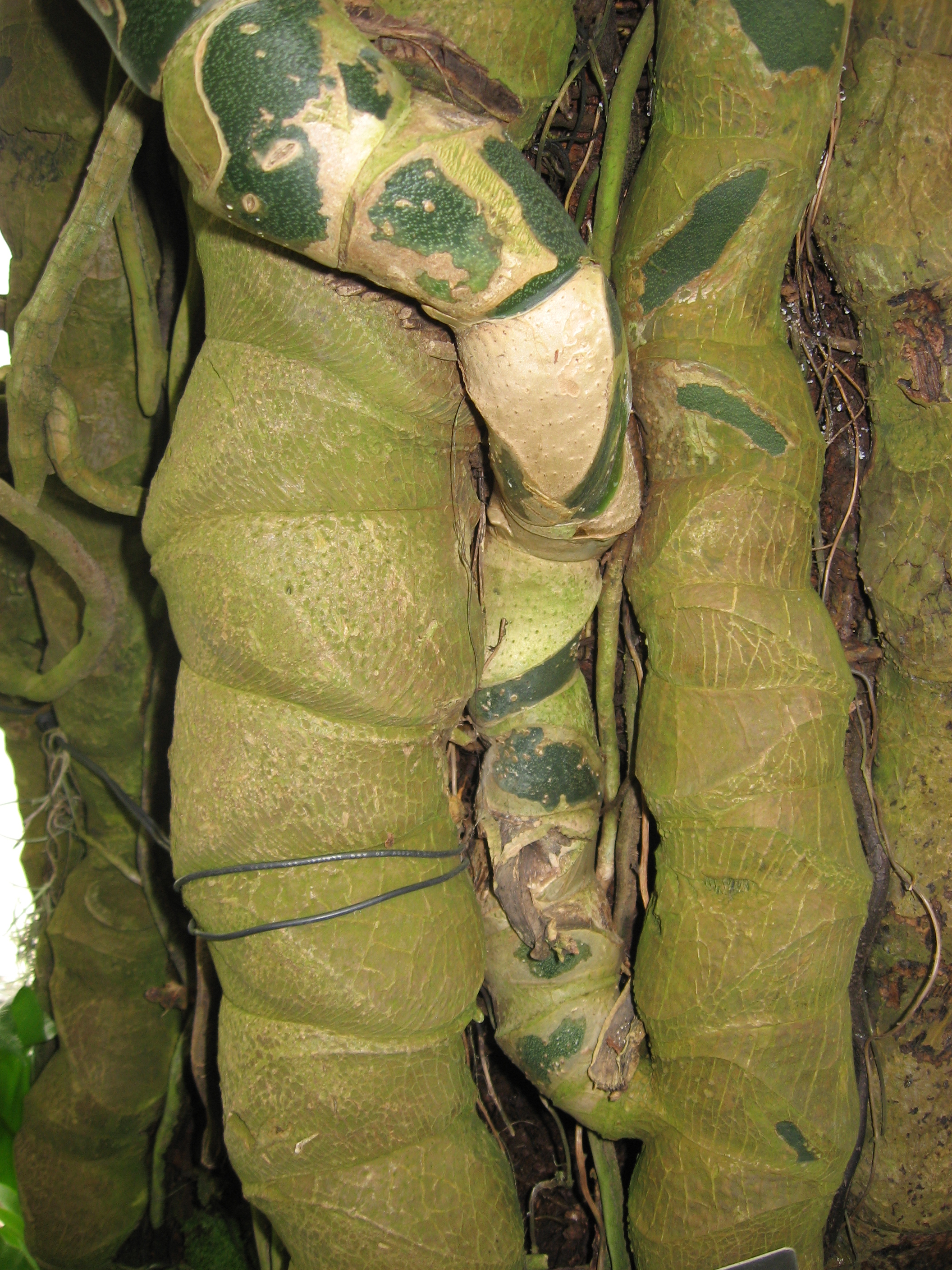
Stjälkarna av Monstera sp. aff. lechleriana 'Esqueleto'